# Callispa minima
Callispa minima es un coleóptero de la familia Chrysomelidae.
Fue descrita científicamente por primera vez en 1902 por Gestro.